# 廣告軟體
廣告軟體是一個附帶廣告的，以廣告作為盈利來源。
部分廣告軟體以廣告為目的，例如會不斷彈出「電腦網絡」或「系統效能低落」等廣告。許多使用者未經詳查，便會不慎地經由同意免費軟件的（EULA），而安裝了以廣告為目的的廣告軟件。也可以由其他人安裝在別人的電腦上，有時甚至並未經其許可。有的會自動執行，雖然大部分對電腦無害，但通常這類程式經常在系統中造成惱人效果，並多少會影響使用者使用電腦。這類軟件通常經由與特定免費軟件搭配分別安裝。廣告軟件也經常與間諜軟件串連起來安裝。
除了以廣告為目的的廣告軟件之外，還存在免費軟件通過綁定界面廣告或者少數彈出廣告達到其盈利目的，例如騰訊QQ、迅雷等。